# Leucanella maasseni
Leucanella maasseni är en fjärilsart som beskrevs av Heinrich Benno Möschler 1872. Leucanella maasseni ingår i släktet Leucanella och familjen påfågelsspinnare. Inga underarter finns listade i Catalogue of Life.